# Brawn BGP 001
El Brawn BGP 001 fue el primer y único monoplaza de Fórmula 1 diseñado por el equipo Brawn GP. Al principio, el chasis iba a llamarse Honda RA109, ya que el dueño de la escudería era Honda, pero debido a la crisis económica de 2008 tuvo que dejar la competición y puso al equipo en venta. Finalmente, tras varias idas y venidas, el por aquel entonces jefe de Honda, Ross Brawn, se hizo con el control del equipo al comprar sus acciones.
Con este monoplaza, la escudería Brawn GP se proclamó campeona de pilotos y constructores en el mismo año de su debut (2009), siendo el primer (y hasta ahora, único) equipo de Fórmula 1 en conseguirlo.

## Historia
Los pilotos del equipo fueron Jenson Button y Rubens Barrichello, y el motorizador de la escuadra durante 2009 fue Mercedes. Jenson Button estrenó el monoplaza el 6 de marzo de 2009 en Silverstone. Brawn solo participó en las pruebas del Circuit de Catalunya (del 10 al 14 de marzo) y en los de Jerez (del 15 al 17 de marzo) antes de debutar en Australia, marcando unos tiempos asombrosos. Ya en Melbourne, el BGP 001 consiguió de manera clara la pole position y la victoria con Jenson Button y el segundo puesto con Rubens Barrichello, demostrando ser el coche más competitivo de la parrilla. Jenson Button ganó seis de las primeras siete carreras disputadas y Rubens Barrichello obtuvo otras dos victorias a lo largo de la temporada.

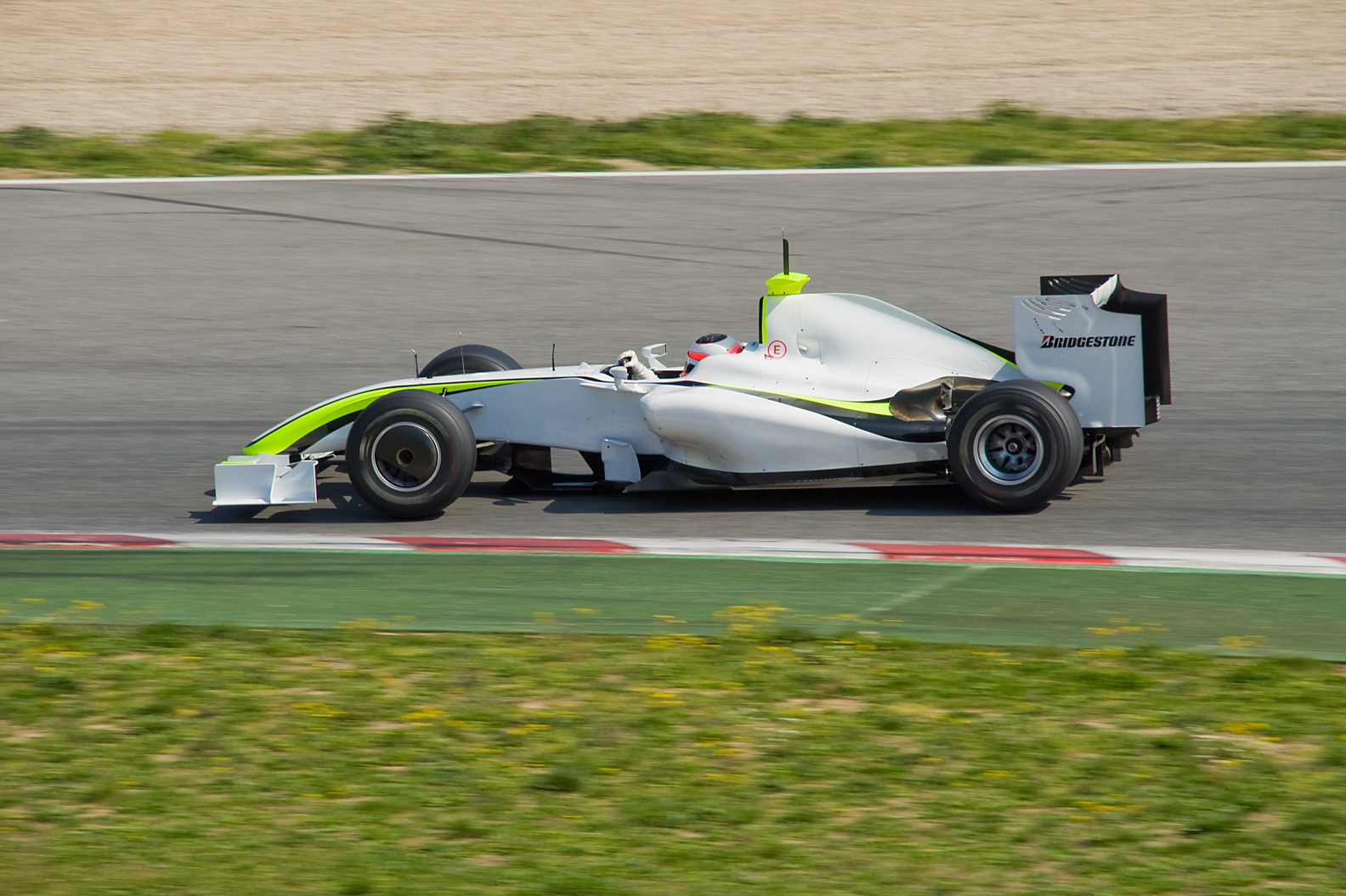
Monoplaza en las pruebas de pretemporada.

Hacia la mitad del campeonato la diferencia de rendimiento entre los monoplazas de Brawn y los de sus rivales se redujo sustancialmente, ya que el desarrollo del monoplaza se había quedado prácticamente estancado debido a las dificultades económicas como consecuencia de la falta de patrocinadores consistentes. Pese a ello, en el Gran Premio de Brasil de 2009, Jenson Button logró coronarse campeón del mundo de pilotos y el equipo también obtuvo el título de constructores, un hecho sin precedentes en la historia de la Fórmula 1.

## Resultados
(Clave) (negrita indica pole position) (cursiva indica vuelta rápida)

| Año     | Motor                   | Neu. | N.º | Pilotos            | 1   | 2    | 3   | 4   | 5   | 6   | 7   | 8   | 9   | 10  | 11  | 12  | 13  | 14  | 15  | 16  | 17  | Puntos | Pos. |
| ------- | ----------------------- | ---- | --- | ------------------ | --- | ---- | --- | --- | --- | --- | --- | --- | --- | --- | --- | --- | --- | --- | --- | --- | --- | ------ | ---- |
| 2009    | Mercedes FO 108W 2.4 V8 | B    |     |                    | AUS | MYS‡ | CHN | BHR | ESP | MON | TUR | GBR | GER | HUN | EUR | BEL | ITA | SIN | JPN | BRA | ABU | 172    | 1.º  |
| 2009    | Mercedes FO 108W 2.4 V8 | B    | 22  | Jenson Button      | 1   | 1    | 3   | 1   | 1   | 1   | 1   | 6   | 5   | 7   | 7   | Ret | 2   | 5   | 8   | 5   | 3   | 172    | 1.º  |
| 2009    | Mercedes FO 108W 2.4 V8 | B    | 23  | Rubens Barrichello | 2   | 5    | 4   | 5   | 2   | 2   | Ret | 3   | 6   | 10  | 1   | 7   | 1   | 6   | 7   | 8   | 4   | 172    | 1.º  |
| Fuente: |                         |      |     |                    |     |      |     |     |     |     |     |     |     |     |     |     |     |     |     |     |     |        |      |

- ‡ Se repartió la mitad de puntos, ya que no se completó el 75% de la carrera.